# Postamt Ronsdorf

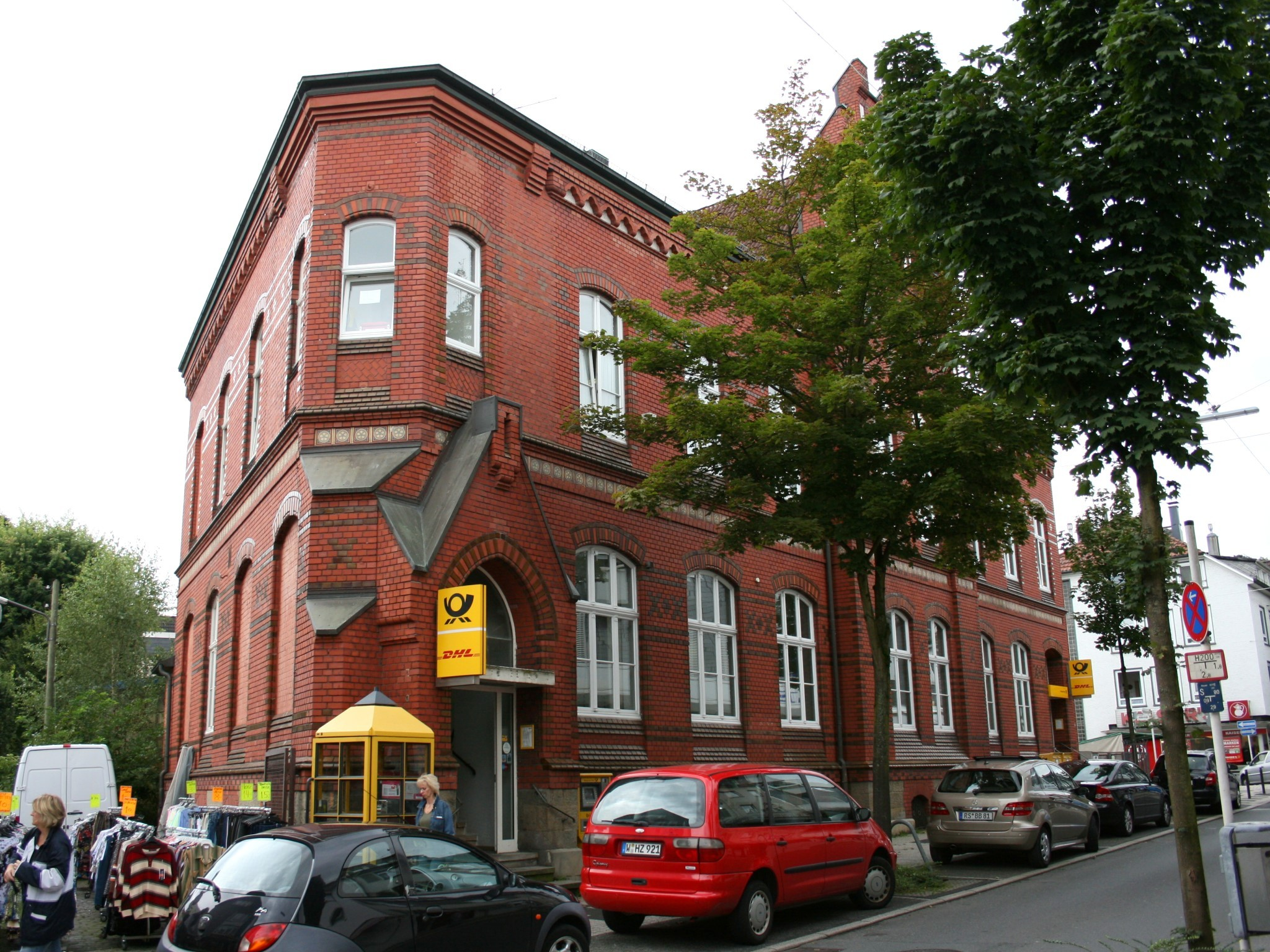
Postamt Ronsdorf

Das Postamt Ronsdorf ist ein historisches Gebäude im Zentrum von Ronsdorf, heute ein Stadtteil der bergischen Großstadt Wuppertal in Nordrhein-Westfalen/Deutschland. Es befindet sich in der Lüttringhauser Straße 16–18 im Wohnquartier Ronsdorf-Mitte/Nord.

## Geschichte
Im Jahre 1814 wurde in Ronsdorf eine Postspedition eröffnet. Von 1854 bis 1879 befand sich diese in der „Wirtschaft Wolf“ am Marktplatz. Am 16. August 1893 wurde das heutige Gebäude als „Kaiserliches Postamt Ronsdorf“ in der Lüttringhauser Straße eröffnet.
In der Nacht vom 29. zum 30. Mai 1943 wurde Ronsdorf durch einen alliierten Luftangriff auf Wuppertal stark getroffen. Das Stadtbild im Ronsdorfer Zentrum wurde von einheitlichen zwei- bis dreigeschossigen verschieferten Wohnhäusern geprägt, die bei diesem Luftangriff weitgehend zerstört wurden. Aus der erhaltenen Substanz sind neben dem Postamt die Rektoratsschule, die Bandwirkerschule, die Lutherkirche und die Reformierte Kirche erwähnenswert.

## Gebäude
Das Postamt wurde im Wilhelminischen Stil (Neobarock) errichtet. Es handelt sich hierbei um einen zweieinhalbgeschossigen Bau, dessen Hauptfassaden aus rotem Backstein bestehen. Der Bau ist noch überwiegend in seiner ursprünglichen Form erhalten, lediglich der ursprüngliche Turm über dem Eingang an der nordöstlichen Ecke wurde im Jahre 1934 im oberen Bereich abgetragen. Charakteristisch ist der Stufengiebel, der quer zur Traufe und somit zur Lüttringhauser Straße hin aufragt. Seit dem 11. Mai 1988 steht das Postamt unter Denkmalschutz.

## Nutzung
Bis zum 2. November 2010 wurde in dem Gebäude eine Filiale der Deutschen Post AG betrieben; seit dem 3. November 2010 wird das Postgeschäft von einer Postagentur in unmittelbarer Nähe weitergeführt. Danach wurde das ehemalige Postamt an eine internationale Immobilienverwaltungsgesellschaft veräußert. Während weite Gebäudeteile mittlerweile ungenutzt waren, befand sich bis 2012 noch eine kleine Briefsortieranlage im ersten Obergeschoss. Nach ihrer Auslagerung wurde im August 2012 das Gebäude an einen Investor weiterverkauft, der es entkernt und unter Wahrung des Denkmalschutzes zu einem Bürogebäude mit Dachgeschosswohnung umgestaltet.